# La muerte de Jaime Roldós
La muerte de Jaime Roldós es un documental ecuatoriano filmado en el año 2013, dirigido por Manolo Sarmiento y Lisandra I. Rivera, acerca de la muerte del presidente Jaime Roldós Aguilera (1979-1981), su esposa Martha Bucaram y varios tripulantes del avión presidencial, ocurrido el domingo 24 de mayo de 1981 en el Cerro de Huairapungo, Provincia de Loja que oficialmente fue declarado por el gobierno como un accidente aéreo.

## Sinopsis
El largometraje documental recopila los acontecimientos ocurridos durante la presidencia de Jaime Roldós Aguilera, durante el período político conocido como el regreso de la democracia. Roldós fue una figura relevante en Latinoamérica, tras la época de gobiernos de dictadura militar, siendo uno de los líderes político que promovió la democracia en Ecuador. Tras dar su último discurso en la ciudad de Quito, tomó el avión presidencial que lo trasladaría a la ciudad de Macará, junto a su esposa y tripulación militar; al encontrarse a la altura del  cerro de Huayrapungo, se estrelló, causando la muerte de todos los tripulantes.
El documental plantea nuevas tesis y datos que recogen el trabajo investigativo de seis años de sus directores, testimonios de familiares y amigos de Jaime Roldós, así como de funcionarios de la época, quienes recuerdan su militancia política durante su mandato.
El documental aborda dos aspectos importantes: La trayectoria política de Jaime Roldós, su participación durante el proceso de retorno al sistema democrático y su triunfo en las urnas en las elecciones presidenciales de 1978, así como la significación que tuvo su muerte para sus familiares y la memoria  histórica del país.

## Producción
El trabajo investigativo tomó  cerca de 7 años, al inicio se realizó una recopilación de material bibliográfico y se revisó alrededor de 80 horas de archivos audiovisuales de medios de comunicación nacionales e internacionales, posteriormente, los directores filmaron las primeras entrevistas. El costo de su realización fue de 200.000 USD, cuyos fondos fueron donados por parte del Consejo Nacional de Cine  del Ministerio de Cultura de Ecuador y el programa Ibermedia el proceso de edición tomó alrededor de dos años. La producción estuvo a cargo de Lisandra Rivera, la edición fue realizada por Manoela Ziggiatti, la música, compuesta por el pianista Daniel Mancero y la fotografía por Daniel Andrade .

## Recepción y reacciones
El documental fue exhibido en varios países de Europa, entre ellos: Alemania, Suiza y Francia. En Ecuador se proyectó en la cadena de cines Cinemark, Multicines y Cine Ocho y Medio en las ciudades de Quito, Guayaquil, Cuenca y Ambato, obteniendo una taquilla considerable.
La película originó diversas posturas, no fue exhibida en las salas de Supercines, con la argumentación de que la empresa no es un medio de comunicación y evitar así la proyección de películas con contenido de carácter político.